# Észak-Afrika
Észak-Afrika Afrika kontinens északi részét jelenti.

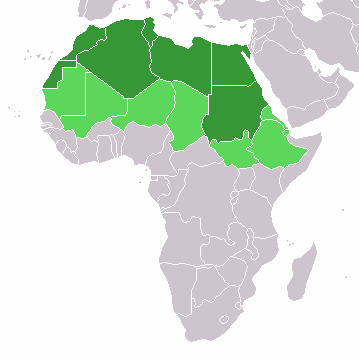
Sötétzöld szín jelzi az ENSZ által meghatározott szubrégiót, a világoszölddel jelzett államok Észak-Afrika földrajzi területéhez tartoznak hozzá.

## Politikai–társadalomföldrajzi definíció

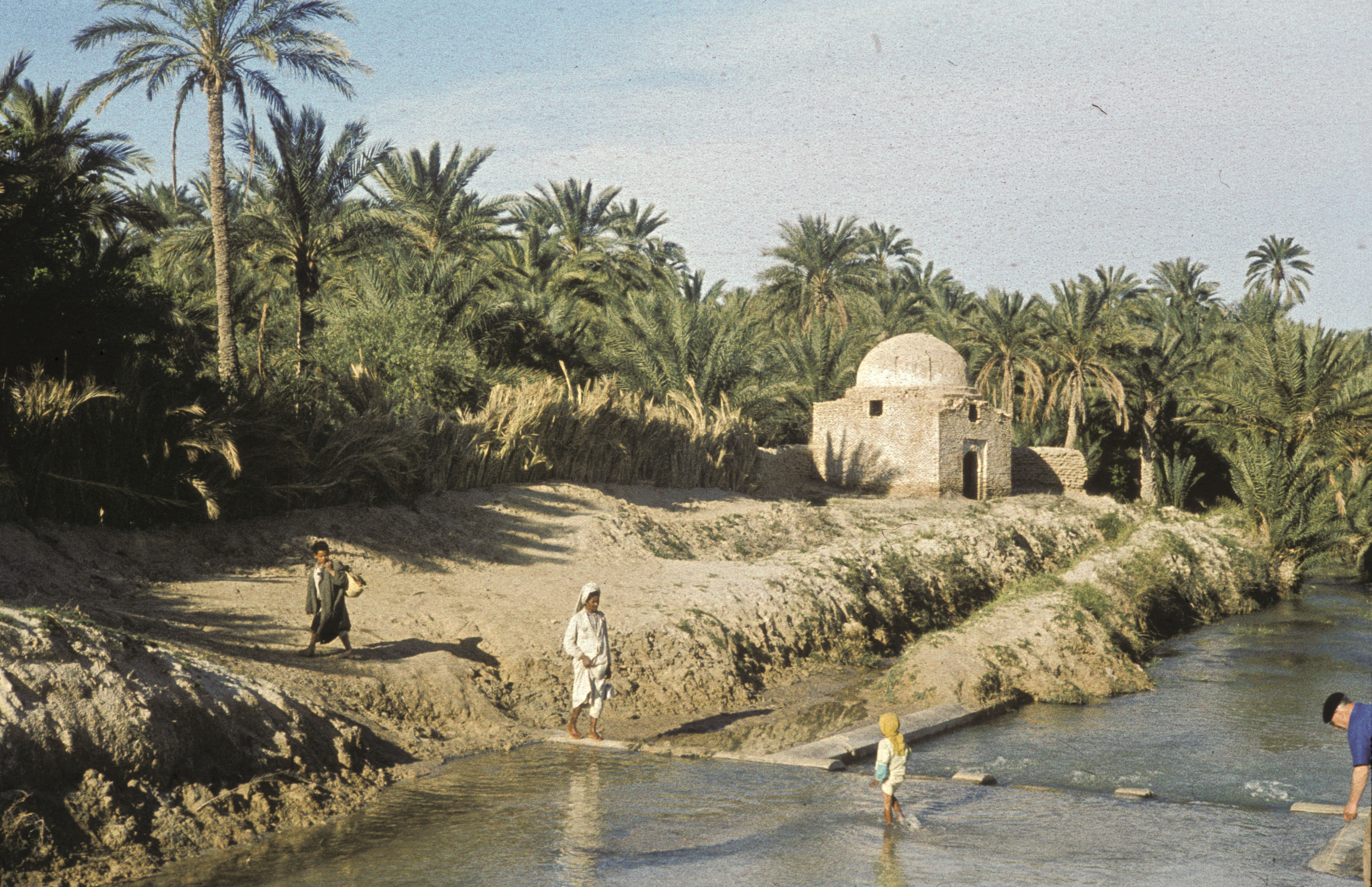
Észak-Afrika jellegzetes fája a datolyapálma, amelytől nagyon sok ember megélhetése függ

Geopolitikailag meghatározva az ENSZ definíciója alapján a következő államok tartoznak Afrika északi részéhez:
- Algéria
- Egyiptom
- Líbia
- Marokkó
- Szudán
- Tunézia
- Nyugat-Szahara
- Mauritánia

Szintén e területekhez sorolhatók Spanyolország külbirtokai, közel Marokkóhoz, a Kanári-szigetek, a portugál Madeira-szigetek.
Földrajzilag a fenti területekhez tartoznak még az Azori-szigetek, Mauritánia, Mali, Niger, Csád, Etiópia egy része, Eritrea és Dzsibuti egyes északi területei is.
Etnikailag is meghatározható a régió, eszerint az afrikai arab és berber etnikum által lakott területet jelenti Észak-Afrika.

## Fekvése
A kontinens északi részén fekszik. Északról a Földközi-tenger, nyugatról az Atlanti-óceán, délnyugatról Nyugat-Afrika, keletről a Vörös-tenger egy része és Kelet-Afrika, délről pedig Közép-Afrika határolja.

## Az országok összehasonlítva
| Országok és területek                                   | Terület (2016) (km2)                         | Népesség (2016) | Népsűrűség (2016) (fő/km2) | Főváros  | Össz. GDP (2016) (US$) | GDP/fő (2016) (US$) | Valuta                            | Politikai rendszer                                           | Hivatalos nyelvek                                              |
| ------------------------------------------------------- | -------------------------------------------- | --------------- | -------------------------- | -------- | ---------------------- | ------------------- | --------------------------------- | ------------------------------------------------------------ | -------------------------------------------------------------- |
| Algéria                                                 | 2,381,740                                    | 40,606,052      | 17                         | Algír    | 160 784                | 15 281              | Algériai dinár                    | Elnöki köztársaság                                           | arab és berber (mindkettő hivatalos)                           |
| Egyiptom                                                | 1,001,450                                    | 95,688,681      | 96                         | Kairó    | 332 349                | 12 554              | Egyiptomi font                    | Félelnöki köztársaság                                        | arab                                                           |
| Líbia                                                   | 1,759,540                                    | 6,293,253       | 3,6                        | Tripoli  | 33 157                 | 8 678               | Líbiai dinár                      | Ideiglenes hatóság                                           | arab                                                           |
| Marokkó                                                 | 446,550 (vitathatatlan) ~ 710,881 (igényelt) | 35,276,786      | 73                         | Rabat    | 103 615                | 8 330               | Marokkói dirham                   | Alkotmányos monarchia                                        | arab és berber (mindkettő hivatalos)                           |
| Tunézia                                                 | 163,610                                      | 11,403,248      | 63                         | Tunisz   | 41 869                 | 11 634              | Tunéziai dinár                    | Parlamenti köztársaság                                       | arab                                                           |
| Ceuta                                                   | 18.5                                         | 82,376          | 4500                       | —        | —                      | —                   | Euro (hivatalos), marokkói dirham | Az unitárius parlamenti alkotmányos monarchia autonóm városa | spanyol                                                        |
| Melilla                                                 | 12.3                                         | 78,476          | 6380                       | —        | —                      | —                   |                                   | Az unitárius parlamenti alkotmányos monarchia autonóm városa | spanyol                                                        |
| Nyugat-Szahara / Szaharai Arab Demokratikus Köztársaság | 266.000                                      | 538,755         | 0,4                        | vitatott | vitatott               | vitatott            | vitatott                          | vitatott                                                     | arab és francia (marokkói övezet); arab és spanyol (SADR zóna) |
| Forrás: Világbank                                       |                                              |                 |                            |          |                        |                     |                                   |                                                              |                                                                |